# الحجرة الخلفية للساعد
تحتوي الحجرة الخلفية للساعد (أو الحجرة الباسطة) على اثنتا عشرة عضلة مسؤولة بشكل رئيسي عن بسط الرسغ والأصابع واستطالة الساعد. يفصلها عن الحجرة الأمامية الغشاء بين عظمي الزند والكعبرة.

## البنية

### العضلات
يوجد إجمالًا اثنتا عشرة عضلة في الحجرة الخلفية للساعد، والتي يمكن تقسيمها إلى طبقة سطحية ومتوسطة وعميقة. تشترك معظم العضلات في الطبقات السطحية والمتوسطة في أصل مشترك وهو الجزء الخارجي من المرفق، وهو اللقيمة الوحشية لعظم العضد. تنشأ العضلات العميقة من الجزء البعيد من عظم الزند والغشاء المحيط بالعظام.
تعتبر العضلة العضدية الكعبرية، قابضة المرفق، غير اعتيادية من حيث أنها تقع في الحجرة الخلفية، لكنها في الواقع عضلة من الحجرة الأمامية/القابضة للساعد. يعتبر البعض العضلة المرفقية، التي تساعد في تمديد مفصل المرفق، جزءًا من الحجرة الخلفية للذراع.
غالبية العضلات الموجودة في الحجرة الخلفية خارجية، مما يعني أنه يوجد مسافة بين منشأها والجزء المتحرك منها. تعتبر العضلتان المرفقية والعضدية الكعبرية جوهريتان إذ كلتيهما تنشآن داخل الساعد وتساهمان في تحريك الساعد.
| المستوى | العضلة                        | خارجية/داخلية | التعصيب                                      |
| ------- | ----------------------------- | ------------- | -------------------------------------------- |
| سطحية   | العضدية الكعبرية              | داخلية        | العصب الكعبري                                |
| سطحية   | عضلة كعبرية طويلة باسطة للرسغ | خارجية        | العصب الكعبري                                |
| سطحية   | عضلة كعبرية قصيرة باسطة للرسغ | خارجية        | العصب الكعبري (الفرع العميق)                 |
| سطحية   | عضلة زندية باسطة للرسغ        | خارجية        | العصب الكعبري (العصب الخلفي بين عظمي الساعد) |
| سطحية   | العضلة المرفقية               | داخلية        | العصب الكعبري                                |
| متوسطة  | باسطة الأصابع                 | خارجية        | العصب الكعبري (العصب الخلفي بين عظمي الساعد) |
| متوسطة  | باسطة الخنصر                  | خارجية        | العصب الكعبري (العصب الخلفي بين عظمي الساعد) |
| عميقة   | عضلة طويلة مبعدة لإبهام اليد  | خارجية        | العصب الكعبري (العصب الخلفي بين عظمي الساعد) |
| عميقة   | عضلة طويلة مادة لإبهام اليد   | خارجية        | العصب الكعبري (العصب الخلفي بين عظمي الساعد) |
| عميقة   | عضلة قصيرة مادة لإبهام اليد   | خارجية        | العصب الكعبري (العصب الخلفي بين عظمي الساعد) |
| عميقة   | عضلة مخصوصة باسطة للسبابة     | خارجية        | العصب الكعبري (العصب الخلفي بين عظمي الساعد) |
| عميقة   | العضلة الباسطة                | داخلية        | العصب الكعبري (الفرع العميق)                 |

## الأهمية السريرية

### مرفق لاعب التنس
مرفق لاعب التنس أو التهاب اللقيمة الوحشية هي حالة التهاب حاد أو مزمن ينشأ في الجزء الخارجي للمرفق. الأوتار المصابة هي أوتار العضلات الباسطة التي تنشأ من اللقيمة الوحشية لعظم العضد. وهو ناتج عن الحركات المتكررة والإفراط في الاستخدام. تصاب الأوتار بالتلف مما يؤدي بالنتيجة إلى الألم والمضض في الجزء الخارجي من المرفق.

### متلازمة دي كورفان
متلازمة دي كورفان هي حالة طبية يلتهب فيها الغشاء الزليلي المحيط بالأوتار في الجزء الأول من الوتر الباسط، وهذا ما يسمى التهاب زليل الوتر. تعمل أوتار العضلة الطويلة المبعدة لإبهام اليد والعضلة القصيرة المادة للإبهام ضمن نطاق أضيق بسبب تسمك الغشاء الزليلي مما يسبب الألم عند مد وتحريك الإبهام للخارج.